# Массив Раглицы
Массив Раглицы — территория в Батецком районе (Мойкинское сельское поселение) Новгородской области, в недавнем прошлом деревня Раглицы Вольногорского сельсовета, расположенная в верховье реки Луга, меж деревень Очно и Жестяная Горка, к северу от автомобильной дороги Р47 (Великий Новгород — Луга).
В Массиве Раглицы выделены две территории: сдт Нехино и сот Раглицы.

## История
Селение Радлицы на реке Луге Успенского Сабельского погоста и усадьба Радлицы упоминаются в 1678 году, в 1709 году — Раглицы, в 1748 и 1788 годах — сельцо и усадьба Раглицы.
До августа 1927 года деревня Раглицы была в составе Черновской волости Новгородского уезда Новгородской губернии. Население деревни по переписи населения 1926 года — 237 человек. После упразднения Новгородской губернии, Раглицы центр Раглицкого сельсовета вновь образованного Черновского района Новгородского округа Ленинградской области. 30 июля 1930 года Новгородский округ был упразднён. С 1 сентября 1931 года после упразднения Черновского района деревня центр Раглицкого сельсовета Батецкого района. С августа 1941 года по январь 1944 года деревня была оккупирована немецко-фашистскими войсками. С лета 1944 года Раглицкий сельсовет Батецкого района в составе новообразованной Новгородской области.
Постановлением Новгородской областной Думы от 23 июня 2004 года был ликвидирован статус населённого пункта у деревни Раглицы Вольногорского сельсовета